# The Go-Betweens
The Go-Betweens — австралийская рок-группа, образованная Робертом Форстером и Грантом Макленнаном в Брисбене в 1977 году, и оставшаяся в истории (согласно All Music Guide) одной из важнейших культовых групп 80-х годов.

## История группы
The Go-Betweens начинали свой творческий путь как часть австралийской новой волны, соединив в своем творчестве мотивы рутс-рока (Боб Дилан, CCR), психоделического прото-панка (Velvet Underground) и поп-панка (успех The Saints, по признанию участников группы, послужил для них изначальным стимулом).
Вскоре после выхода дебютного альбома Send Me a Lullaby (1982) The Go-Betweens переехали в Великобританию, подписали (воспользовавшись посредничеством друзей из Birthday Party) контракт — сначала с Postcard, затем с Rough Trade — и здесь выпустили пять мелодичных, необычно аранжированных, насыщенных ярким звуком альбомов, которые раз за разом получали самые высокие оценики британской музыкальной прессы (ставившей их в один ряд с лучшими работами Television, Wire и Talking Heads), но имели лишь ограниченный коммерческий успех.
При том, что синглы «Cattle And Cane», «Spring Rain» и «Streets of Your Town» становились инди-хитами в Британии, The Go-Betweens ни разу не удавалось войти в национальный хит-парад — даже с материалом своих самых коммерческих альбомов Tallulah (1987) и 16 Lovers Lane (1988). Британская пресса даже стала писать о «скандальном отсутствии коммерческого успеха» у группы, которая превозносилась ею как одна из самых интересных в альтернативном роке. Наивысшими достижениями The Go-Betweens в чартах так и остались — 82 место «Right Here» (1987) и 80-е место «Streets of Your Town» (1988).
Несмотря на то, что сингл 1988 года «Was There Anything I Could Do?» поднялся до #16 в радиочарте US Modern Rock, в США группа долгое время оставалась неизвестной: лишь в 1996 году лейбл Beggars Banquet перевыпустил 6 первых альбомов The Go-Betweens для американского рынка. Тем не менее, легендарный рок-обозреватель Роберт Кристгау ещё в 80-е годы (в Village Voice) назвал Форстера и Макленнана «величайшим авторским дуэтом из всех, что существуют сегодня». Каждый участник дуэта имел узнаваемый индивидуальный стиль: песни Форстера были более резкими и угловатыми, в текстах — злыми и ироничными. Макленнан писал мягкие, чувственные композиции; часто — не от первого лица; создавая песенных персонажей, он работал почти в театральном ключе.
В начале 90-х годов The Go-Between распались: Форстер и Макленнан начали записываться соло. В 2000 группа воссоединилась и с тремя участницами Sleater-Kinney выпустила альбом The Friends of Rachel Worth. За ним последовали еще два: Bright Yellow Bright Orange (2003) и Oceans Apart (2005), второй из которых, получив ARIA Award (Best Adult Contemporary Album) ознаменовал запоздалое признание заслуг группы звукозаписывающей индустрией Австралии. Концертный DVD/CD That Striped Sunlight Sound вышел в начале 2006, за несколько месяцев до смерти Гранта Макленнана от инфаркта 6 мая 2006 года.

## Дискография

### Альбомы
- Very Quick on the Eye (записан 1981, полуофициальный релиз; перевупущен 2002)
- Send Me a Lullaby (1982)
- Before Hollywood (1983)
- Spring Hill Fair (1984)
- Liberty Belle and the Black Diamond Express (1986)
- Tallulah (1987)
- 16 Lovers Lane (1988)
- The Friends of Rachel Worth (2000)
- Bright Yellow Bright Orange (2003)
- Oceans Apart (2005)
- Worlds Apart EP (2005)

### Сборники
- Metal and Shells (1985)
- The Able Label Singles (1986)
- The Peel Sessions EP (1989)
- 1978—1990 (1990)
- Bellavista Terrace: Best of The Go-Betweens (1999)
- 78 'til 79 the Lost Album (1999)

### Концертные альбомы
- Live On Snap With Deirdre O’Donoghue (1999)
- Live In London (2005)
- That Striped Sunlight Sound live CD/DVD (2006)